# Ванькова, Кристина Раймондовна
Кристина Раймондовна Ванькова (3 мая 1999, Москва) — российская футболистка, нападающая.

## Биография
Воспитанница московской футбольной школы «Чертаново», тренеры — Алим Тайбазарович Табынбаев, Сергей Козлов. В 2016—2017 годах выступала за молодёжный состав «Чертаново» в первом дивизионе и стала двукратным бронзовым призёром этого турнира. В 2017 году стала лучшим бомбардиром финального турнира первого дивизиона с 6 голами, а за весь сезон забила 14 мячей. Также в этот период выступала за юношескую сборную Москвы на всероссийских соревнованиях.
В первой половине 2018 года выступала в высшем дивизионе за ижевское «Торпедо». Дебютный матч провела 18 апреля 2018 года против «Кубаночки», заменив на 54-й минуте Ксению Алпатову, а всего за половину сезона приняла участие в 7 матчах высшей лиги.
С 2019 года играет во первой лиге за «Строгино».
Выступала за юношескую и молодёжную сборную России.

## Достижения
- Победительница Первой Лиги (1): 2021
- Бронзовый призер Первой Лиги (1): 2022